# هیویت، ویسکانسین
هیویت (به انگلیسی: Hewett) یک شهر در ایالات متحده آمریکا است که در شهرستان کلارک، ویسکانسین واقع شده‌است. هیویت ۹۲٫۷ کیلومتر مربع مساحت و ۳۱۴ نفر جمعیت دارد و ۳۰۶ متر بالاتر از سطح دریا واقع شده‌است.